# Adam Haber-Włyński
Adam Haber-Włyński (ur. 1883 we wsi Hołdowiec, zm. 21 lipca 1921 w Lublinie) – polski lotnik, instruktor, jeden z pierwszych pilotów. 

## Życiorys i kariera
Urodził się na Kielecczyźnie. Od młodości interesował się sportem, uprawiał początkowo m.in. kolarstwo. Będąc we Francji zetknął się z rozwijającym się lotnictwem, które następnie stało się jego pasją. W 1910 rozpoczął kurs w szkole pilotażu Bleriota w Pau, a następnie w szkole Farmana, gdzie latem 1910 uzyskał dyplom pilota. Od razu zaczął uczestniczyć w pokazach i mityngach lotniczych we Francji, budząc uznanie widzów ewolucjami w powietrzu. Występował następnie z pokazami w Cesarstwie Rosyjskim, m.in. w Wilnie, Petersburgu, Moskwie, Mińsku i Kijowie. W dniach 17-23 maja 1911 zajął pierwsze miejsce wśród 7 pilotów w konkursie lotniczym w Petersburgu, zdobywając nagrodę 1075 rubli. 29 maja na mityngu w Moskwie zdobył trzecie miejsca w konkursach wysokości i długotrwałości lotu.
Pozostał następnie w Moskwie, gdzie podjął pracę jako oblatywacz w fabryce samolotów Dux (własność J. Mellera), produkującej na licencji francuskie Farmany i Nieuporty, oraz opracowującej własne konstrukcje Dux i Meller. Był instruktorem oraz szefem pilotów w szkole lotniczej aeroklubu – Moskiewskiego Towarzystwa Żeglugi Powietrznej na lotnisku Chodynka, gdzie wyszkolił ok. 300 pilotów. Znany w Rosji jako A.M. Gaber-Vlynskij (zrusycyzowana forma zapisu nazwiska), uczestniczył w dalszym ciągu w licznych mityngach lotniczych i doskonalił akrobację lotniczą, wykonując publicznie m.in. płaski korkociąg, ślizgi i pętle. 27 sierpnia 1912 na konkursie samolotów wojskowych w Moskwie zdobył drugą nagrodę na samolocie Dux 1912 (zmodyfikowany Farman VII). 21 maja 1913 zwyciężył w konkursowym przelocie Moskwa – Sierpuchow – Moskwa. 13 kwietnia 1913 ustanowił rosyjski rekord wysokości lotu 3100 m, a także rekordy lotów z pasażerami. Od 1914 wykonywał na pokazach martwą pętlę (jako pierwszy pilot cywilny w Rosji – po wojskowym pilocie Niestierowie). W kwietniu 1914 wykonał ich aż 16 w jednym locie. Został też odznaczony srebrną odznaką za zasługi w rozwoju lotnictwa rosyjskiego przez księcia Aleksandra. 8 maja 1914 uległ katastrofie pilotując nowy samolot Dux, jego mechanik zginął, a sam Haber-Włyński odniósł obrażenia, lecz powrócił wkrótce do zdrowia i latania.
W lipcu 1914 wyjechał do Francji i przez krótki okres latał w szkole wyższego pilotażu Rolanda Garrosa w Villacoublay. Wykonując tam wszystkie znane wówczas figury akrobacji lotniczej, zdobył przydomek le diable (diabeł). Zaliczał się do zespołu pilotów Les Vicilles tiges (stare korzenie), obejmującego pilotów wyszkolonych przed I wojną światową. Przed wybuchem wojny, pod koniec lipca powrócił jednak do Rosji, gdzie dalej pracował jako instruktor i oblatywacz w Duksie. Uczestniczył w wielu wypadkach lotniczych, wielokrotnie łamał kości, miał krótszą jedną nogę po niefortunnym złamaniu. Po rewolucji pozostał w Moskwie i przez krótki okres szkolił pilotów w radzieckiej szkole pilotów otwartej 24 kwietnia 1918, demonstrował też akrobacje lotnicze 1 maja 1918 władzom radzieckim.
Na początku 1919 powrócił do Polski i podjął pracę jako szef pilotów-instruktorów w szkole lotniczej w Ławicy pod Poznaniem, przekształconej pod koniec roku w Wyższą Szkołę Pilotów (wyszkolił m.in. Janusza Meissnera). Był instruktorem akrobacji lotniczej i myśliwskiej walki powietrznej (najczęściej na myśliwcach Albatros D.III). Od października 1919 do marca 1920 jego samolotem osobistym, na którym prezentował akrobację na małej wysokości, był Fokker D.VII z namalowanym dużym godłem - laleczką "Bi-Ba-Bo". W marcu 1920 wyjechał do Paryża jako szef oblatywaczy Polskiej Wojskowej Misji Zakupów. Szkolił pilotów także we Francuskiej Szkole Pilotów w Polsce.
W 1921 podjął pracę jako główny pilot oblatywacz wytwórni Plage i Laśkiewicz w Lublinie, która właśnie rozpoczęła licencyjną produkcję samolotów Ansaldo. 15 czerwca 1921 oblatał wyprodukowany wzorcowy egzemplarz samolotu A.300-2. 21 lipca 1921, podczas oblotu pierwszego myśliwca Ansaldo A-1 Balilla w Lublinie, Adam Haber-Włyński zawadził o ziemię podczas akrobacji na małej wysokości i uderzył w nią, ginąc na miejscu.
Michał Scipio del Campo (pilot z licencją nr 211 z 1910 r.), kolega Haber-Włyńskiego pisał o pokazach lotniczych w Wilnie w 1910: Od tego czasu datowała się moja długoletnia przyjaźń z Haber-Włyńskim, którego spotykałem później na gruncie zawodowym i towarzyskim w Warszawie, Moskwie, na Ławicy pod Poznaniem itd. Był to nerwus i wariat ale kochany chłop i świetny technik lotu. Zginął śmiercią lotnika przy oblatywaniu jednej z lubelskich "latających trumien" którą, nurkując, wbił w ziemię.
Adam Haber-Włyński został pochowany na cmentarzu Powązkowskim (kwatera 83, rząd 4).

## Życie prywatne
Adam Haber-Włyński był żonaty z Eugenią Teodozją Jabłońską (1° voto Knittel).

## Ciekawostki
Adam Haber-Włyński latał zawsze ze swoim kotem. Kot był z nim również w czasie wypadku 8 maja 1914 roku i przeżył.